# Sint-Rikierskerk
De Sint-Rikierskerk is een rooms-katholieke kerk gelegen in het West-Vlaamse Bredene. Ze is vernoemd naar de heilige Sint-Rikier. De vroegst bekende schriftelijke vermelding van de kerk stamt uit 1087. In de 15e eeuw breidde de kerk uit en in 1600 vormden de Spanjaarden het dorp om tot een fort. De kerktoren lieten ze ontploffen. Kerkherstellingen vonden plaats in 1627 en ook in 1640, na een zware beschadiging door een brand. De bouwvalligheid in de jaren 1871-1876 leidde tot de sloop van de oude kerk en de bouw van een nieuwe kerk. In 1907 was ze afgewerkt. In de kerk is elke zondag om 11 uur een mis.

## Geschiedenis

### Voorloper
Robrecht de Fries, graaf van Vlaanderen van 1071 tot 1093, stichtte een groot aantal kerken. Hieronder valt niet de Sint-Rikierskerk omdat in april 1087 het eeuwige eigendomsrecht van de parochie door Rabold, de bisschop van Noyon en Doornik wordt toegewezen aan de Benediktijnerabdij Saint-Riquier. In deze toekenning staat dat de Bredense priorij toen reeds ‘ex-antiquo’ bestond, dat wil zeggen sinds meer dan een generatie. De kerk ligt op het hoogste punt in de omgeving, omdat het land regelmatig overstroomde bij hoge zee. Uit een brief van de bisschop van Doornik aan de Aartsbisschop van Reims, geschreven in de periode 1192-1196 blijkt dat er een groep monniken verbleven in de priorij, dat er diensten werden gehouden, vreemdelingen geherbergd en zieken verzorgd. In deze brief staat dat de kerk van de priorij in verval is geraakt en dat de monniken verdwenen zijn uit Bredene. In de 15e eeuw is de kerk hernieuwd en uitgebreid. 

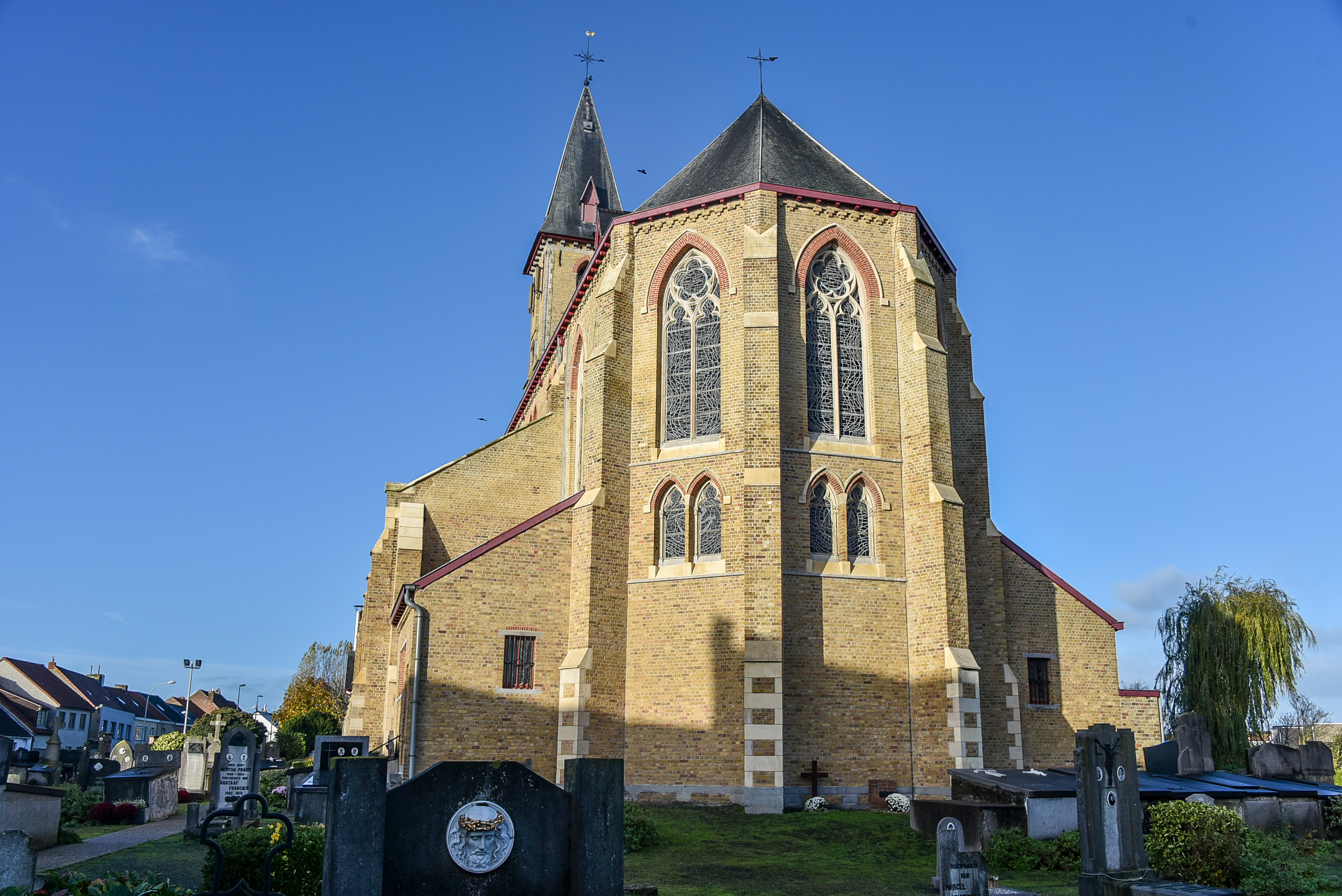
Priesterkoor

### 17e eeuw: beleg van Oostende door de Spanjaarden
De Spanjaarden bouwen in 1599 een fort te Bredene om uitvallen van de Geuzen te beletten en voor het beleg van Oostende. Een aarden wal wordt rond het dorp gelegd. In 1600 trekken de troepen van Nassau vanuit Zeeland door de gewesten om de troepen van de Spanjaarden te verdrijven. Het fort van Bredene wordt ontruimd door de Spanjaarden en ze blazen de kerktoren op bij hun aftocht. De kerk lijdt veel schade.
In 1627 is de kerk volledig hersteld en wordt opnieuw in gebruik genomen. Alleen de toren is te zwaar beschadigd en kan niet hersteld worden. 
In 1640 raakt de kerk zwaar beschadigd door een brand, maar ze wordt volledig hersteld, met uitzondering van de toren. 
In 1699 wordt de kerk ingrijpend gewijzigd en vergroot, op vraag van de pastoor van Bredene, E.H. Delatere.  Door de bevolkingsgroei is de kerk te klein geworden. Twee zijbeuken worden toegevoegd en een houten klokkentoren wordt gebouwd met ruimte voor twee klokken. 

### 18e en eerste helft 19e eeuw
Vanaf 1720 worden de kerkmeubels vervangen en krijgt de kerk een nieuwe preekstoel, biechtstoelen, lambrisering, koorbanken en een Berger-orgel. In 1740 wordt een kleine klok opgehangen in de toren, gevolgd door een grotere in 1781. De vloeren worden vernieuwd in 1842, waarbij de grafstenen die in de vloer ingewerkt waren, worden verwijderd. In dit jaar wordt ook een marmeren doopvont aangeschaft. In mei 1858 werd een inventaris opgesteld van het meubilair. Aanwezig zijn: 
- een koor met hoofdaltaar, lambrisering met twee koorbanken, versierd met 12 medaillons met afbeeldingen van de apostels.
- een communiebank
- een noordelijke en zuidelijke zijbeuk met beide een altaar, lambrisering met zitbank en een biechtstoel.
- een preekstoel
- een doopkapel met marmeren vont
- een doksaal met orgel
- een toren met twee klokken
- twee sacristies

De kerk is 24 meter lang en 16 meter breed. 

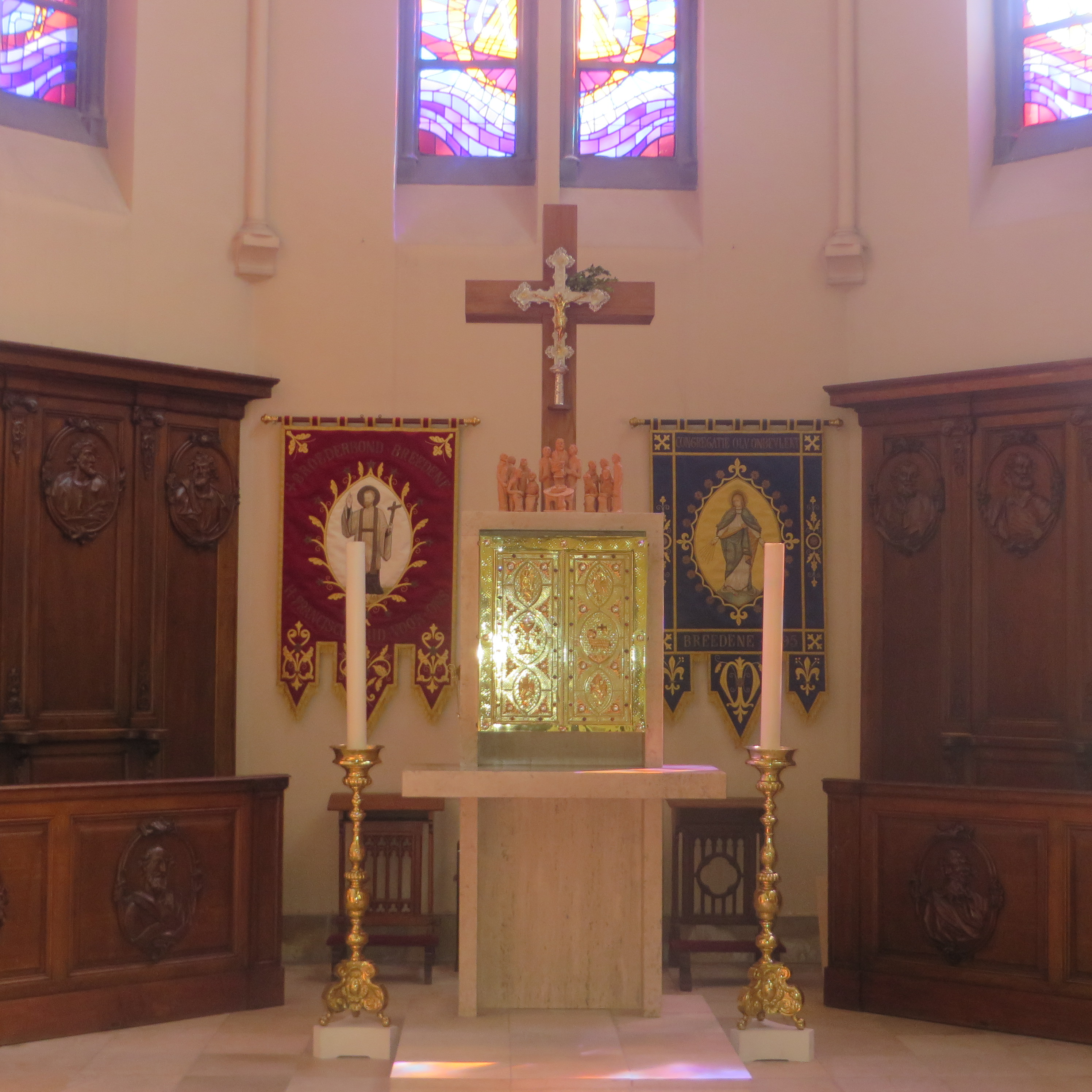
De koorbanken en de vaandels

### Tweede helft 19e eeuw: bouw huidige kerk
In 1860 verkeert de kerk in zeer slechte staat, met verzakkingen en scheuren. 
De architect Pierre François Buyck tekent een nieuw ontwerp en dit wordt in 1870 goedgekeurd. De kerk is inmiddels te onveilig en daarom wordt er een houten noodkerk opgericht. In 1871 worden de werken aangevat door aannemer Verbist uit Oostkamp, maar door financiële moeilijkheden vordert dit gestaag. 
In 1876 wordt de onafgewerkte kerk weer in gebruik genomen en de noodkerk afgebroken. Door wanbetaling van de kerkraad stopt aannemer Verbist in 1878 met het verder afwerken van de kerk. In 1897 wordt architect Etienne Timmery aangesteld om een plan op te maken voor het herstellen en voltooien van de kerk. Julien Denaeghel uit Brugge is de aannemer die de werken uitvoert. De voltooiing van de neogotische kerk is in 1907, bijna veertig jaar na de oorspronkelijke aanvang van de werken. 
De kerk is 36 meter lang en 19 meter breed. 

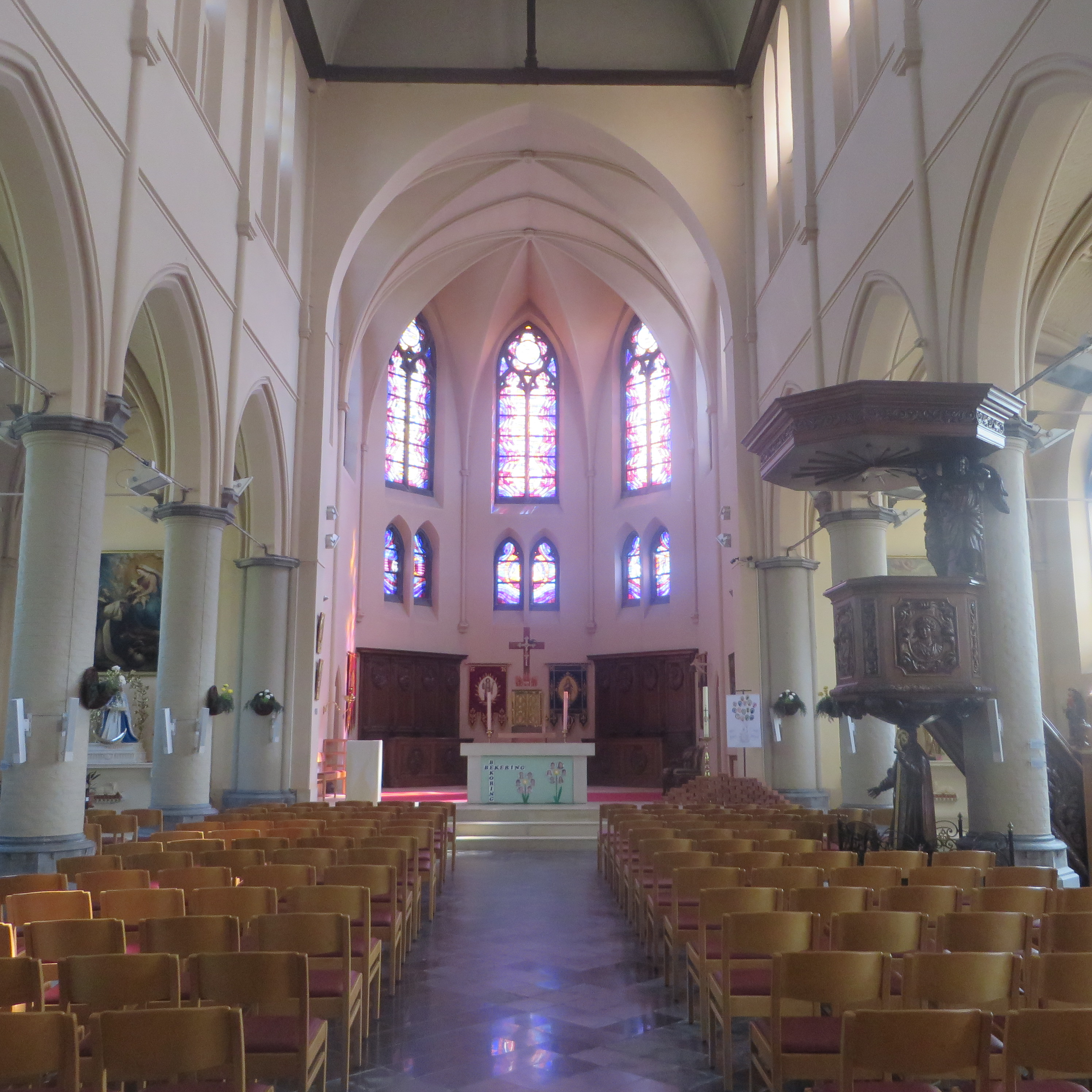
Interieur

### Eerste en Tweede Wereldoorlog
Tijdens de Eerste Wereldoorlog, op 24 september 1917 worden de twee kerkklokken door de Duitsers in beslag genomen en hoogstwaarschijnlijk gesmolten. 
In 1923 komen er twee nieuwe klokken, de grootste daarvan wordt tijdens de Tweede Wereldoorlog, in 1944, in beslag genomen. De kerk lijdt verder geen schade. 
In 1956 komt er een nieuwe klok in de plaats. 

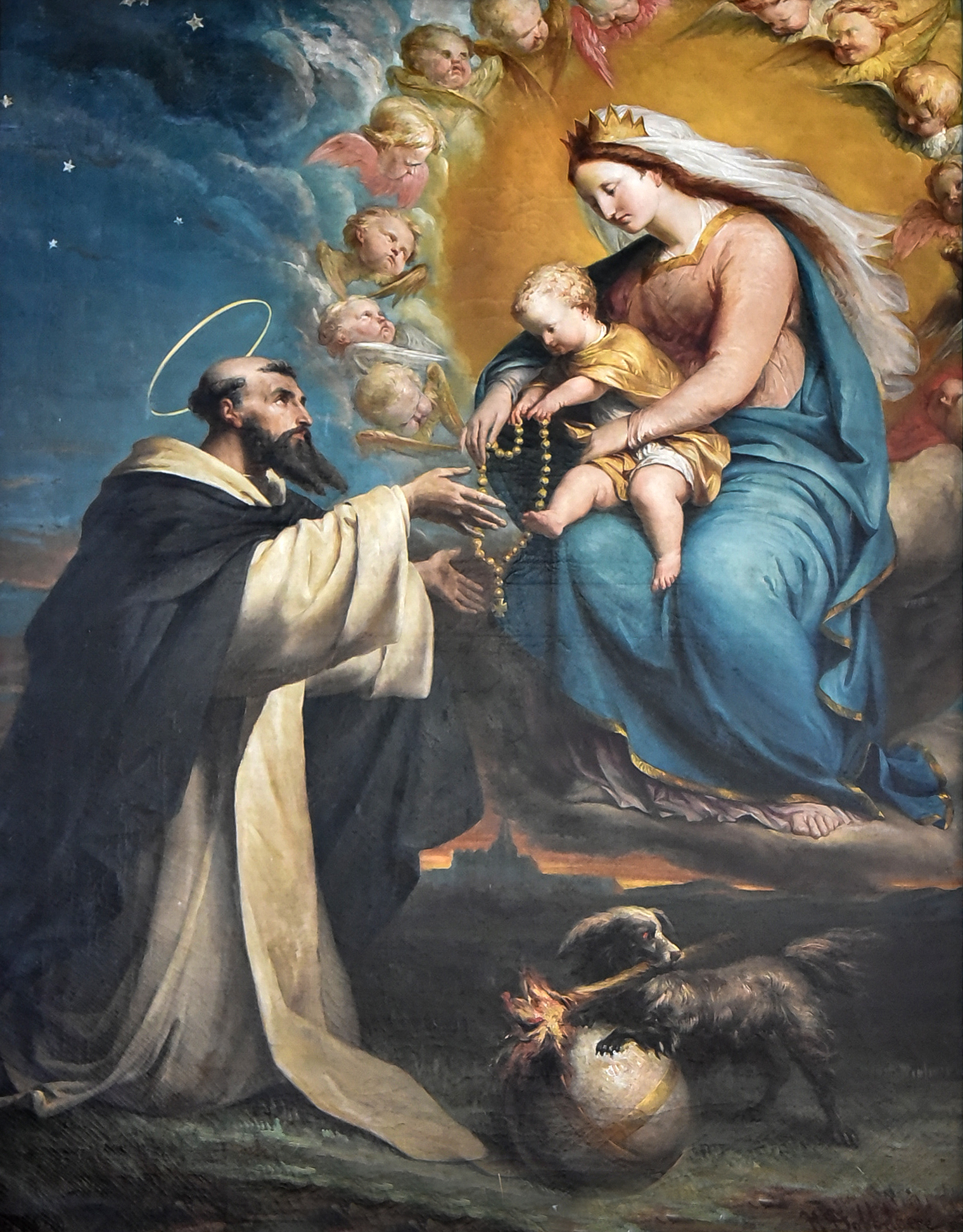
Dominicus ontvangt de rozenkrans van Onze-Lieve-Vrouw door Henri Dobbelaere

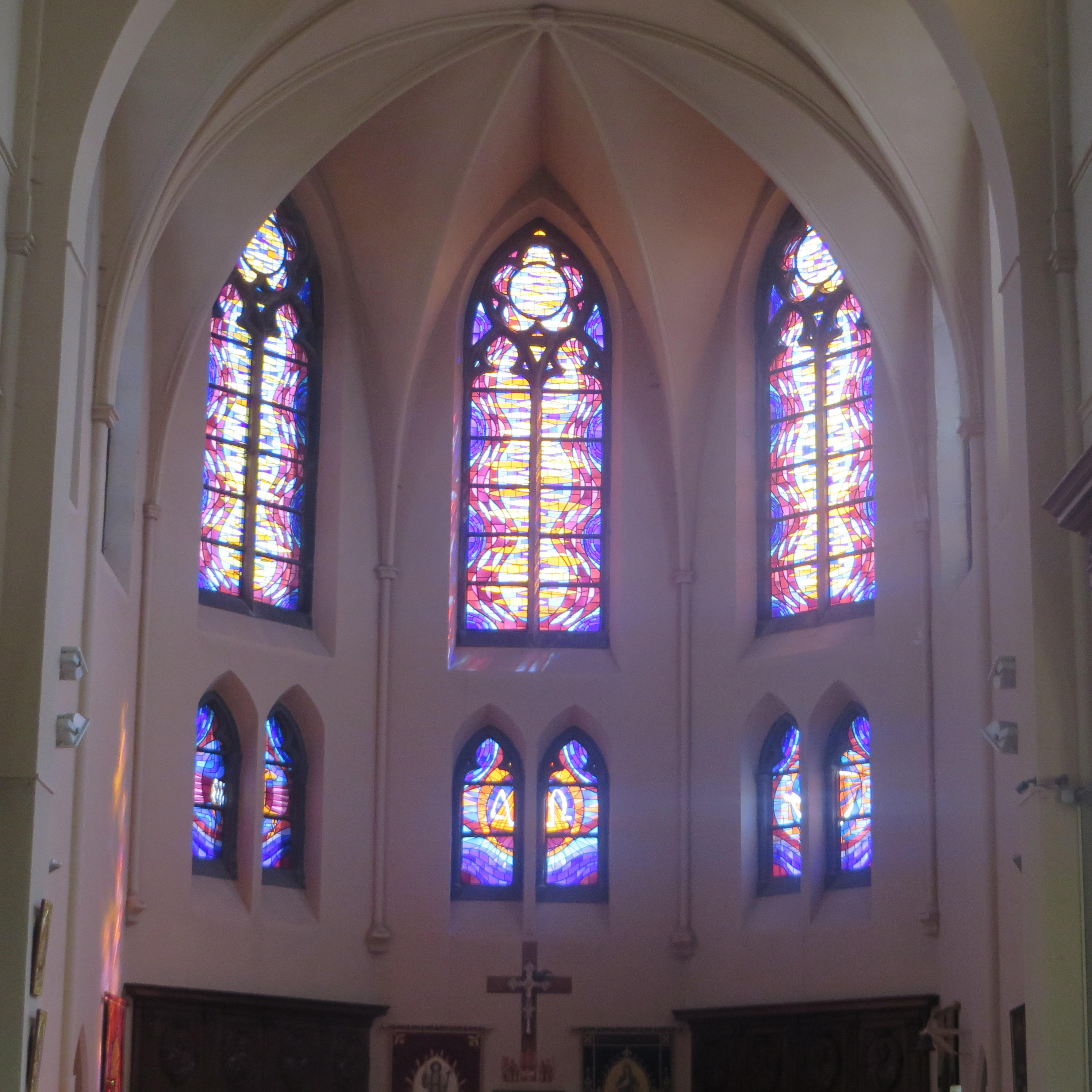
Gebrandschilderde ramen

## Chronologie
| 1087 | Eerste schriftelijke vermelding van de kerk                                           |
| 1600 | Spanjaarden laten kerktoren ontploffen                                                |
| 1627 | Kerk wordt hersteld                                                                   |
| 1640 | Verwoesting door brand en herstel van de kerk                                         |
| 1699 | Uitbreiding van de kerk met twee zijbeuken                                            |
| 1720 | Vervanging kerkmeubels: preekstoel, biechtstoelen, koorbanken, lambrisering, orgel    |
| 1842 | Nieuwe vloer en marmeren doopvont                                                     |
| 1871 | Sloop oude kerk en bouw nieuwe kerk                                                   |
| 1876 | Onafgewerkte kerk weer in gebruik genomen                                             |
| 1907 | Voltooiing van de nieuwe kerk                                                         |
| 1917 | Kerkklokken meegenomen door de Duitsers                                               |
| 1923 | Nieuwe klokken                                                                        |
| 1944 | Grootste klok in beslag genomen door de Duitsers                                      |
| 1956 | Nieuwe grote klok                                                                     |
| 1976 | Nieuwe gebrandschilderde ramen                                                        |
| 1987 | Herstellingswerken aan voorgevel en toren. Steenwerk van ramen in zijbeuken vernieuwd |

## Interieur van de kerk
Afkomstig uit de oude kerk:
De preekstoel is gemaakt in 1727 uit eikenhout in Lodewijk XIV stijl. De kuip rust op een beeld van Sint Rikier met staf en mantel. De kap wordt ondersteund door twee engelen. Vier medaillons zijn erin verwerkt, die de vier zedelijke deugden uitbeelden: fortitudo (sterkte), prudentia (voorzichtigheid), justitia (rechtvaardigheid) en temperantia (matigheid). 
De biechtstoel rechts is in barokstijl met gedraaide zuilen en dateert uit 1720. De linkerfiguur is apostel Petrus met sleutel en de rechterfiguur koning David met kroon en harp. Binnenin de biechtstoel zijn twee medaillons aangebracht die Christus en Maria uitbeelden. De biechtstoel links is in 1740 vervaardigd, ook in barokstijl. De linkerfiguur stelt Johannes de Doper voor, de rechterfiguur Maria Magdalena. De twee medaillons beelden Petrus en Maria Magdalena uit. 
De twee koorbanken bieden elk plaats aan drie personen en beelden elk 6 apostelen uit. 
Het orgel is gebouwd rond 1750 door Andries-Jacob Berger uit Brugge. 
Het marmeren doopvont is geplaatst in 1842 en beeldt een wereldbol uit waar een slang rond kronkelt, die overwonnen wordt door het kruis. 

## Galerij

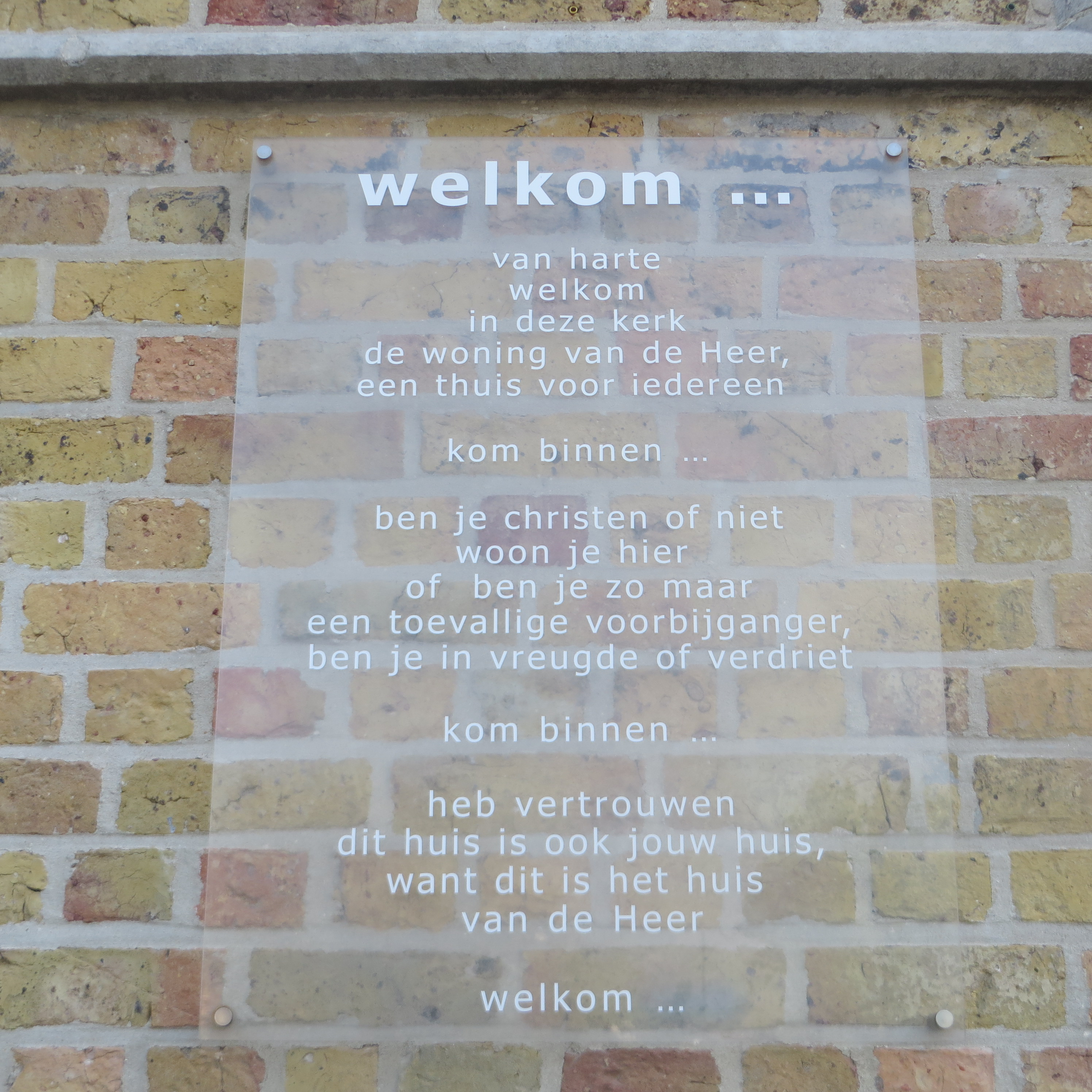
Welkomstbord bij de ingang van de kerk
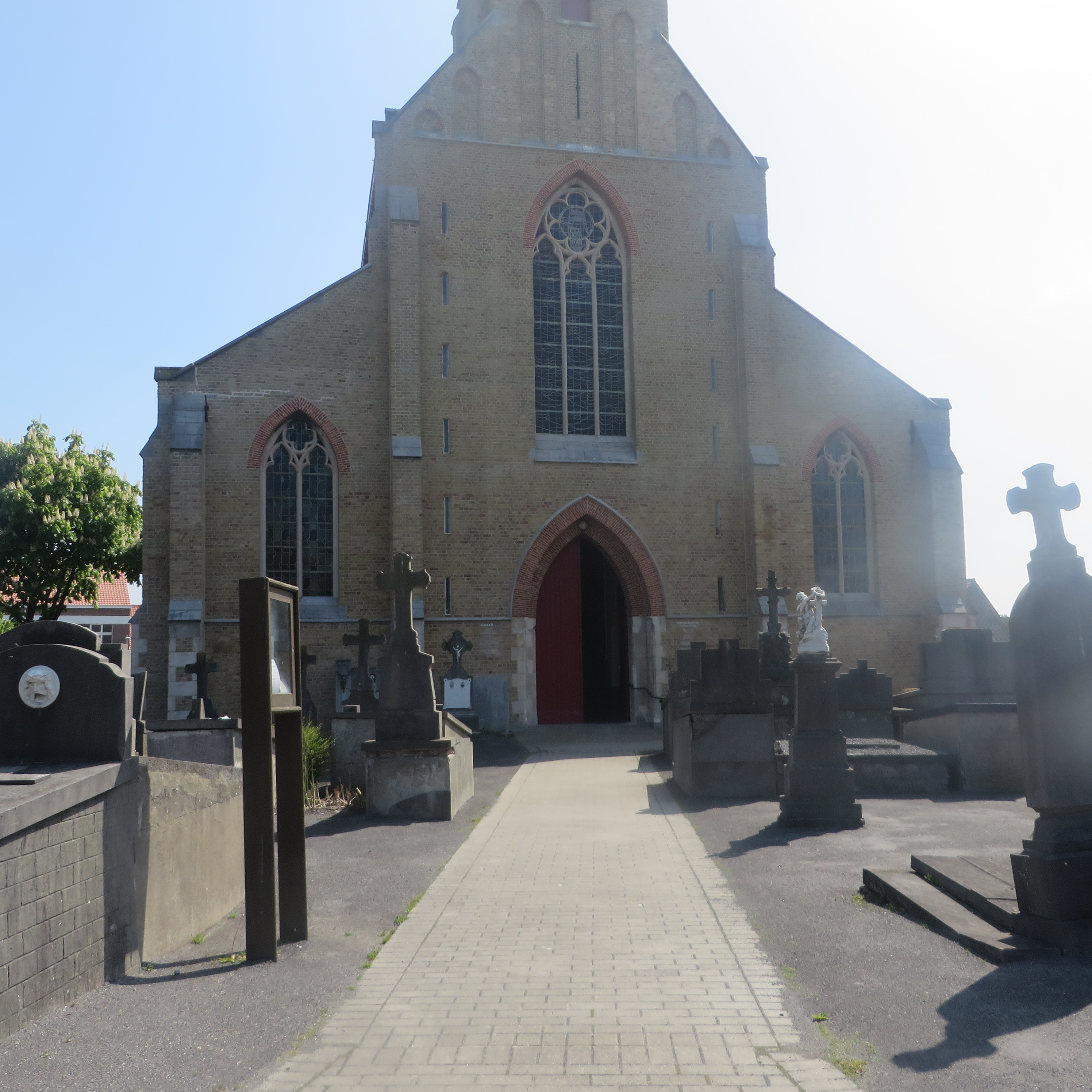
De ingang van de kerk
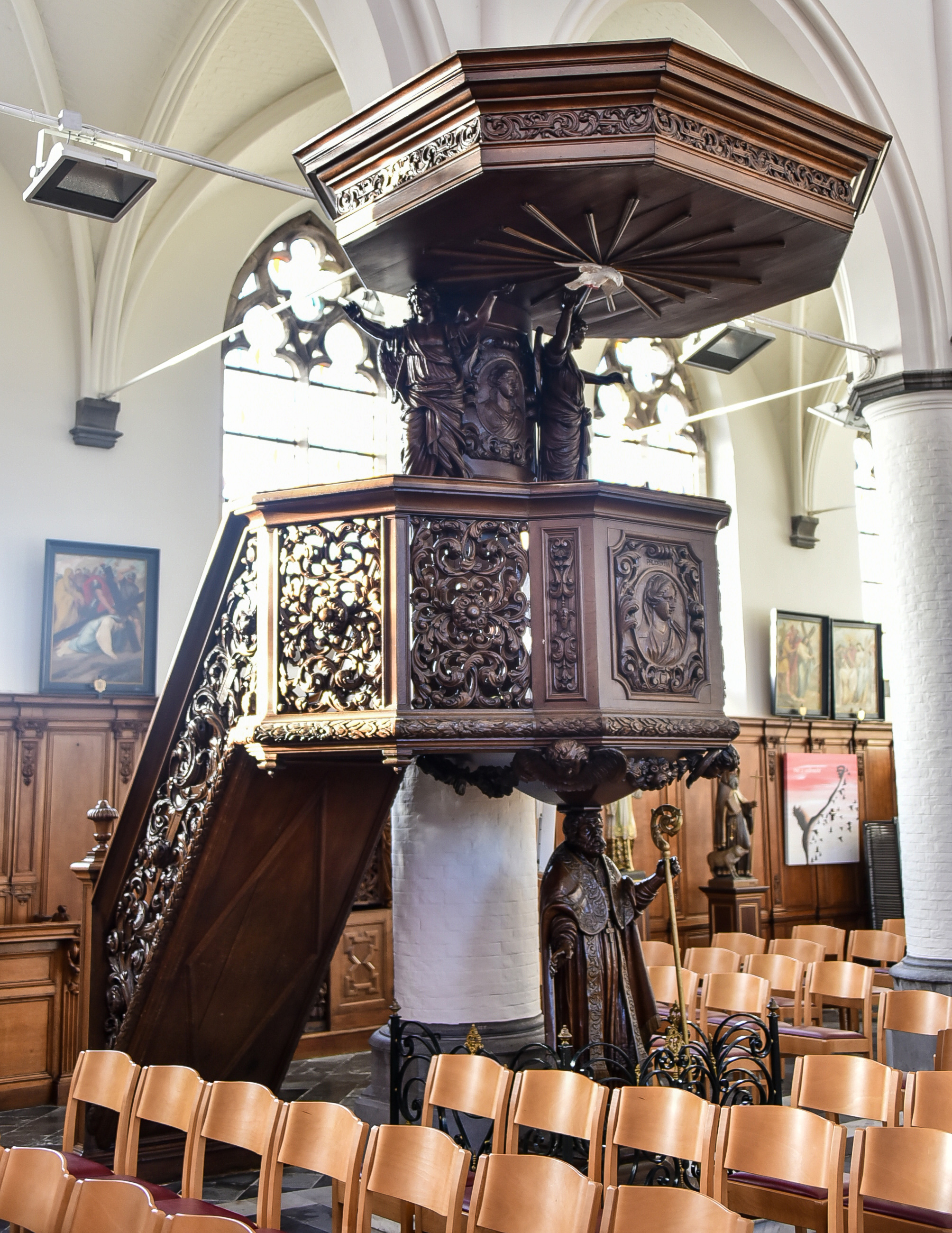
De preekstoel uit 1720
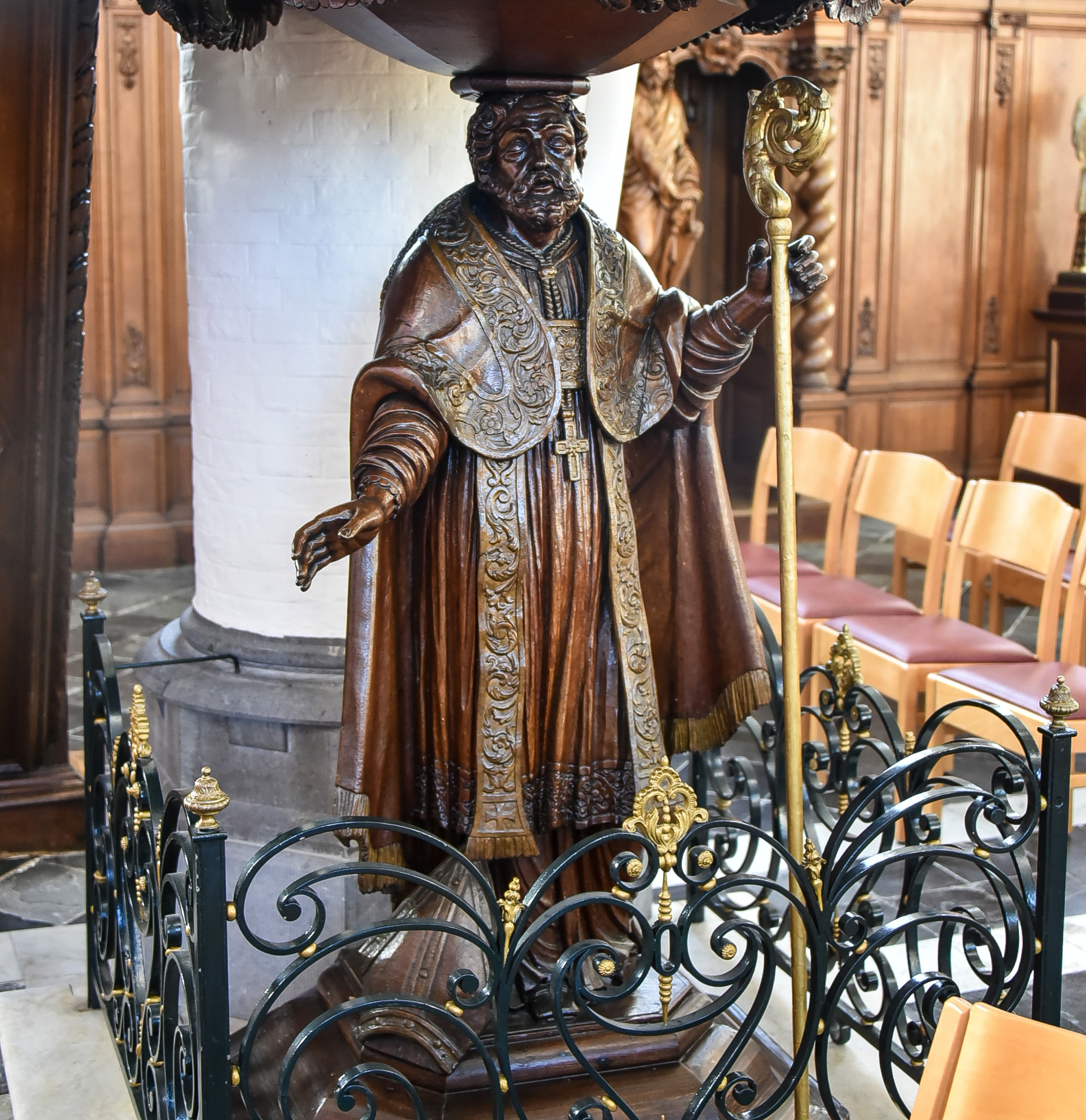
Rikier en de preekstoel
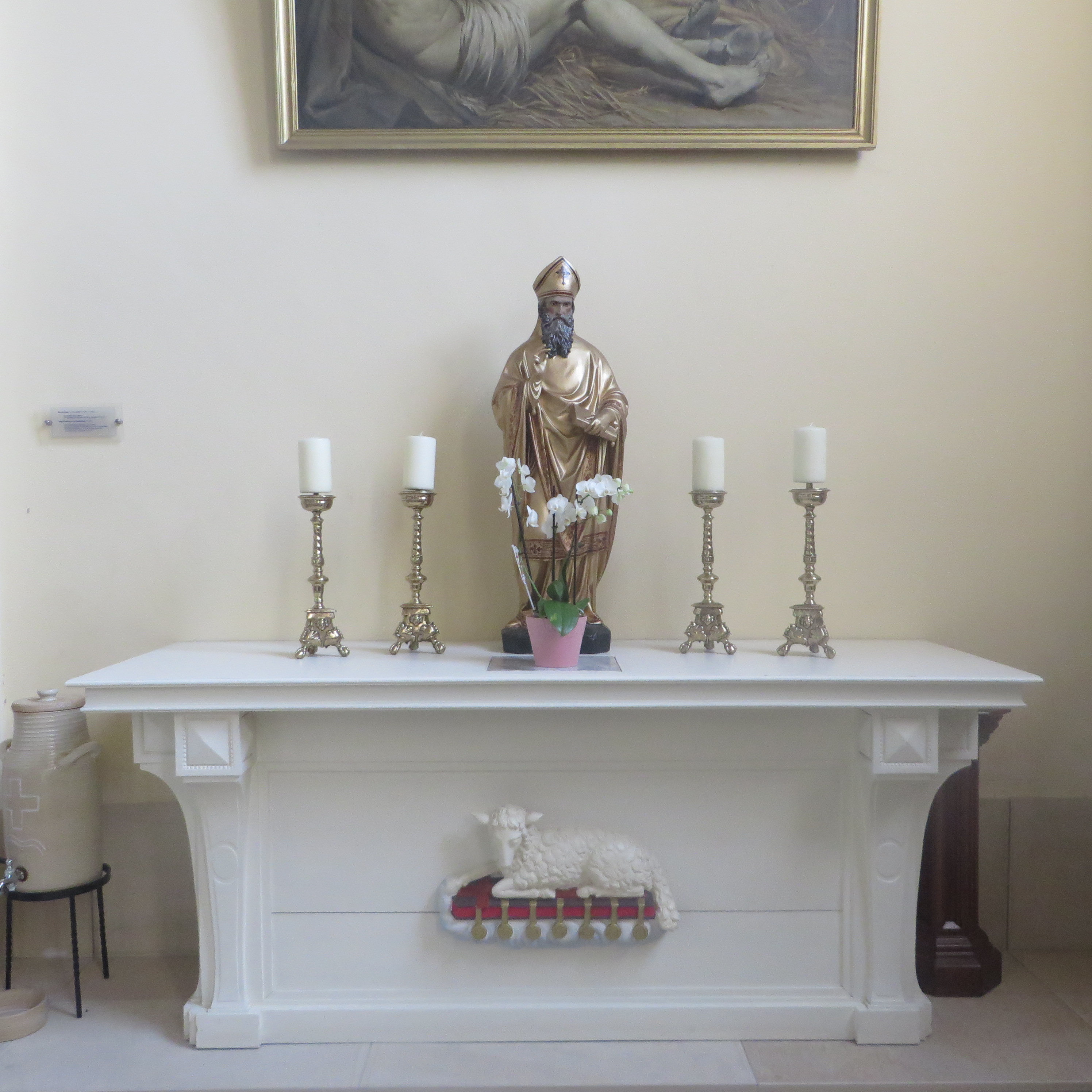
Sint-Rochusaltaar
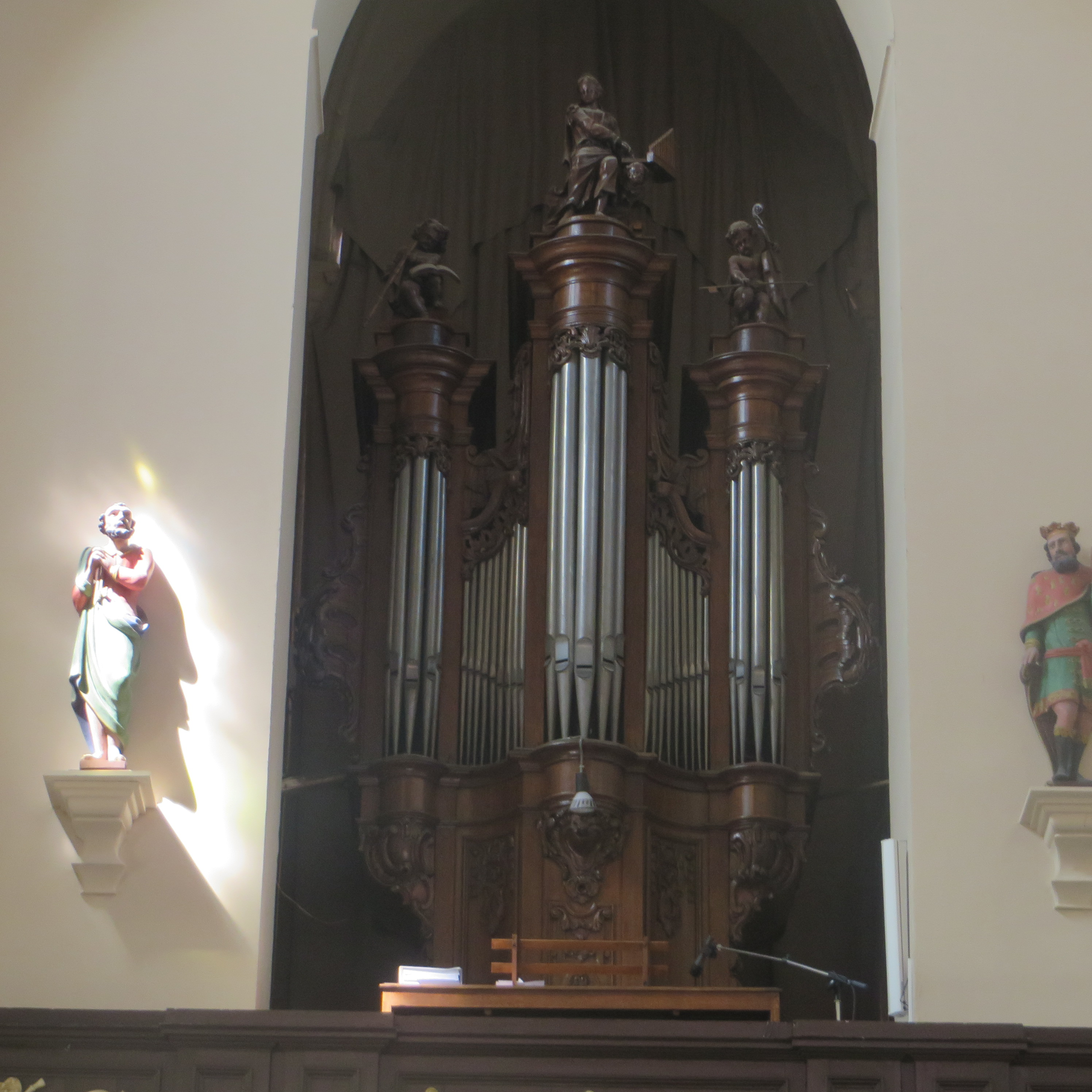
Orgel van Berger
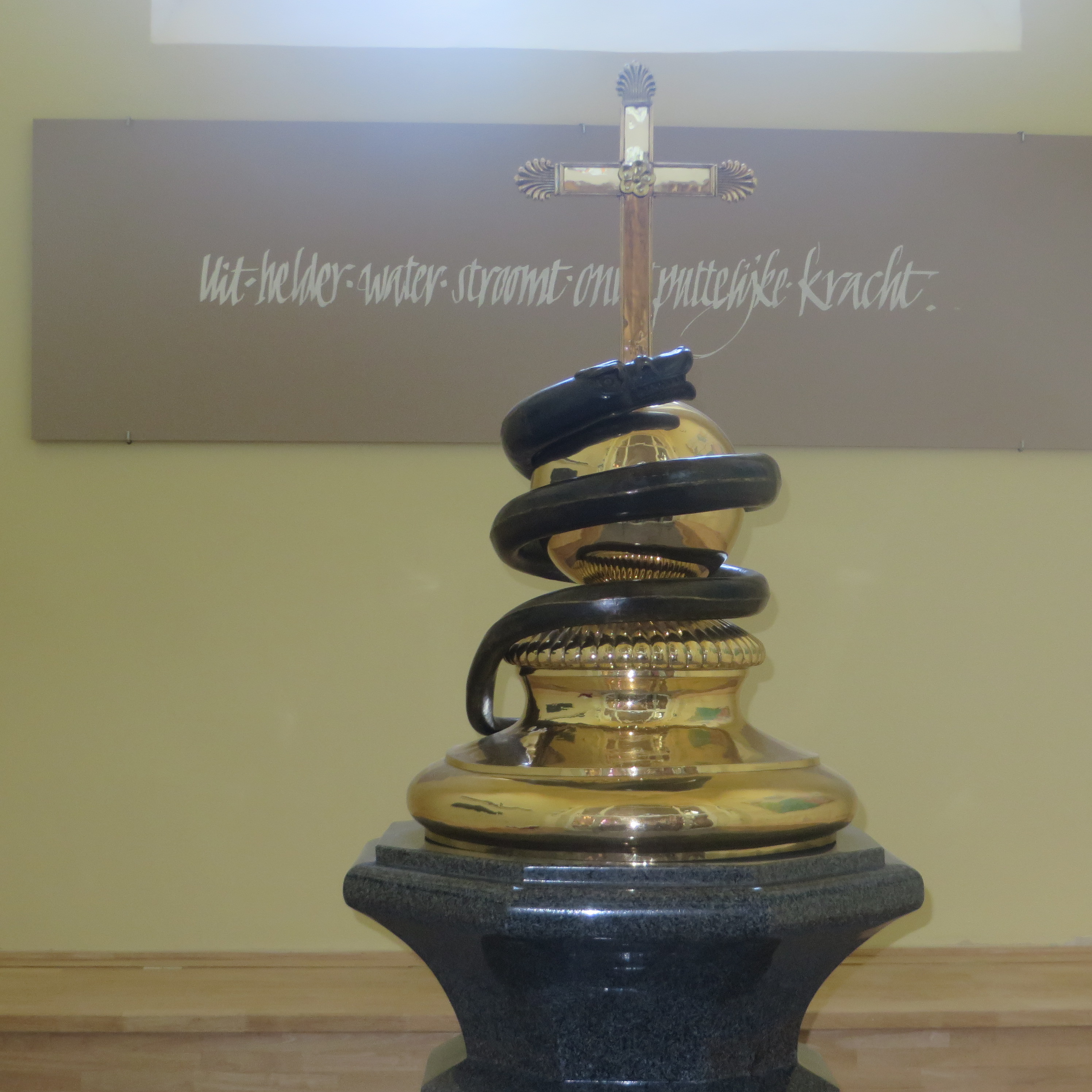
Het doopvont
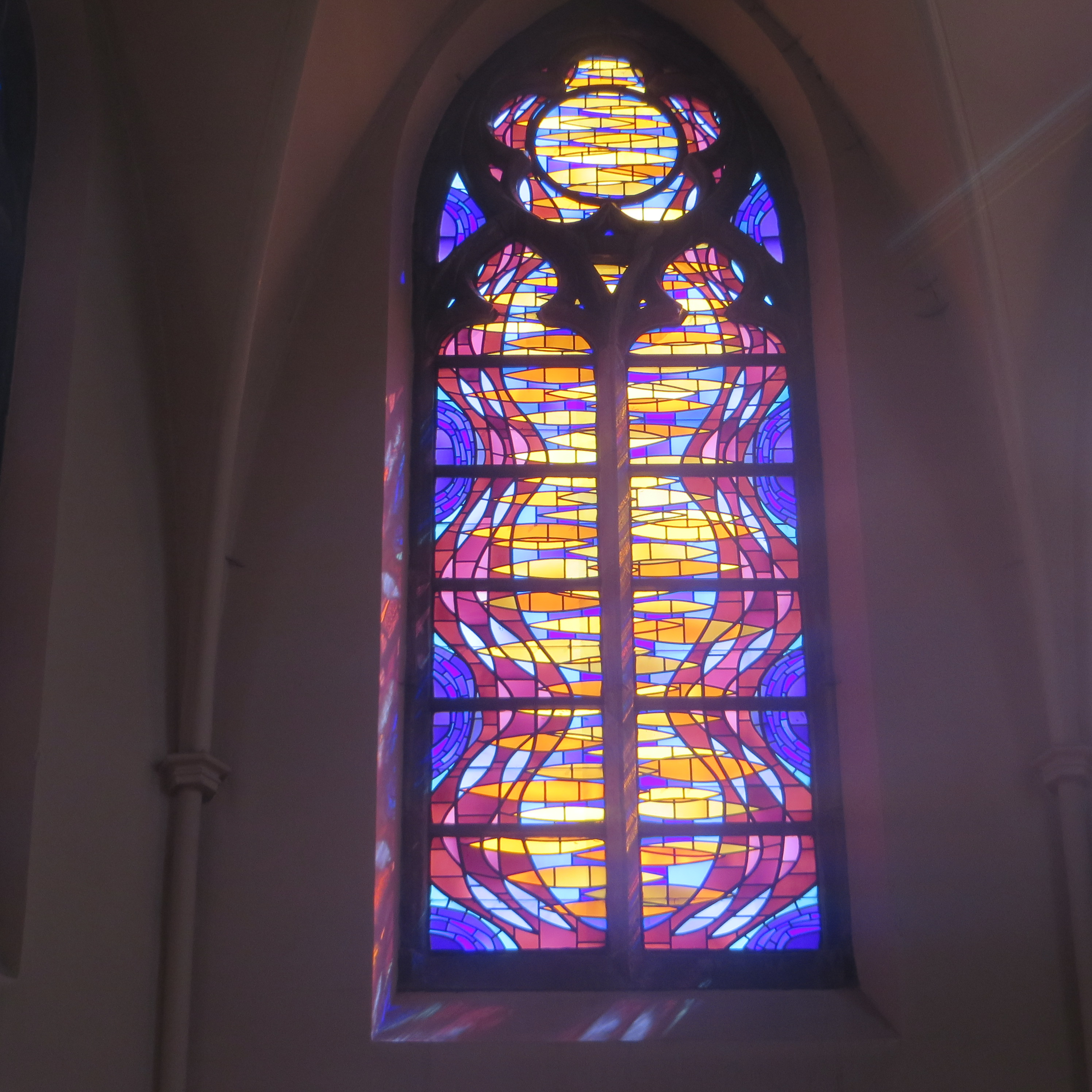
Het glasraam toont dat gebed en werk opstijgen naar de hemel
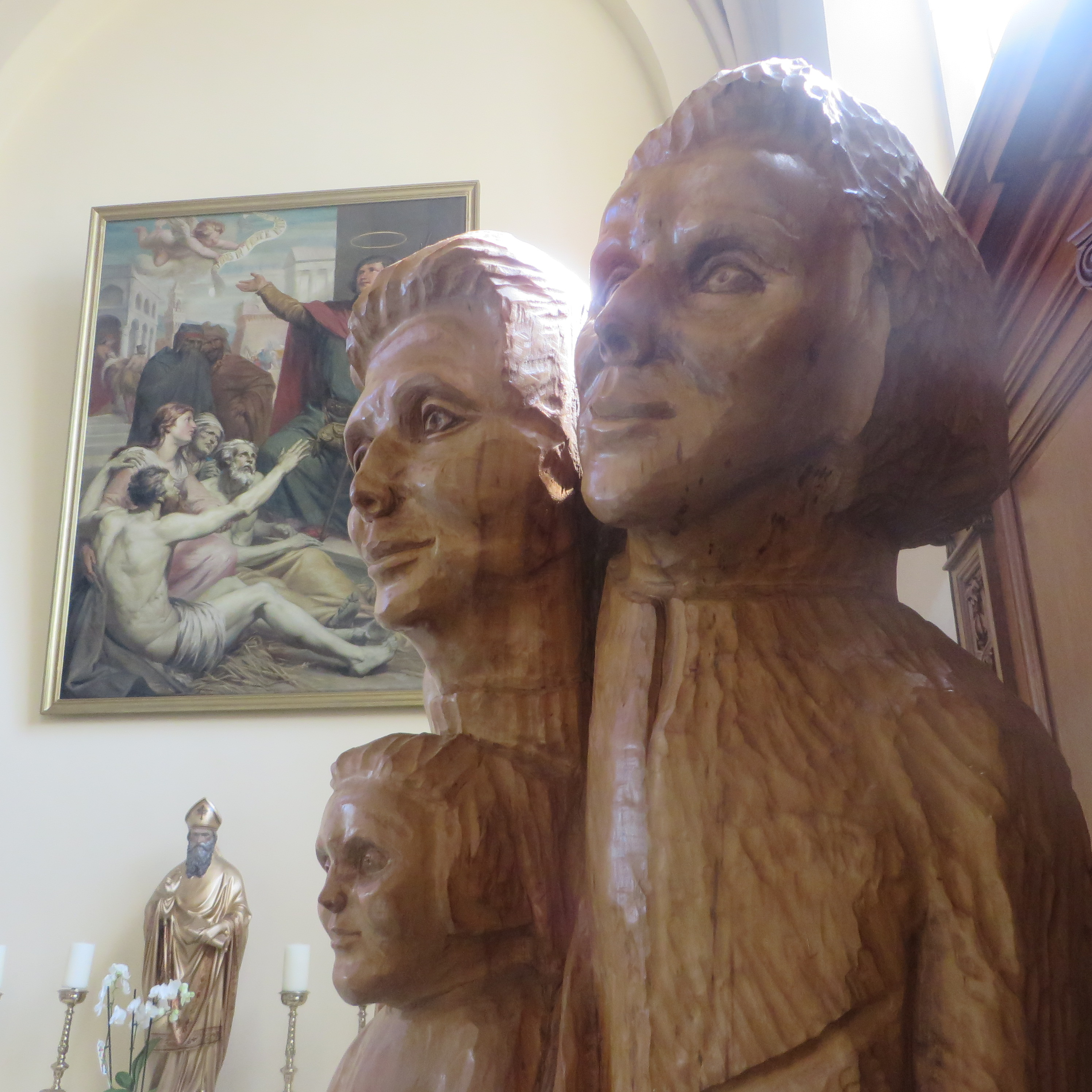
Beeld en schilderij van de Heilige Rochus bij de pestlijders